# Andreas Baader
|  | Per a altres significats, vegeu «Baader». |

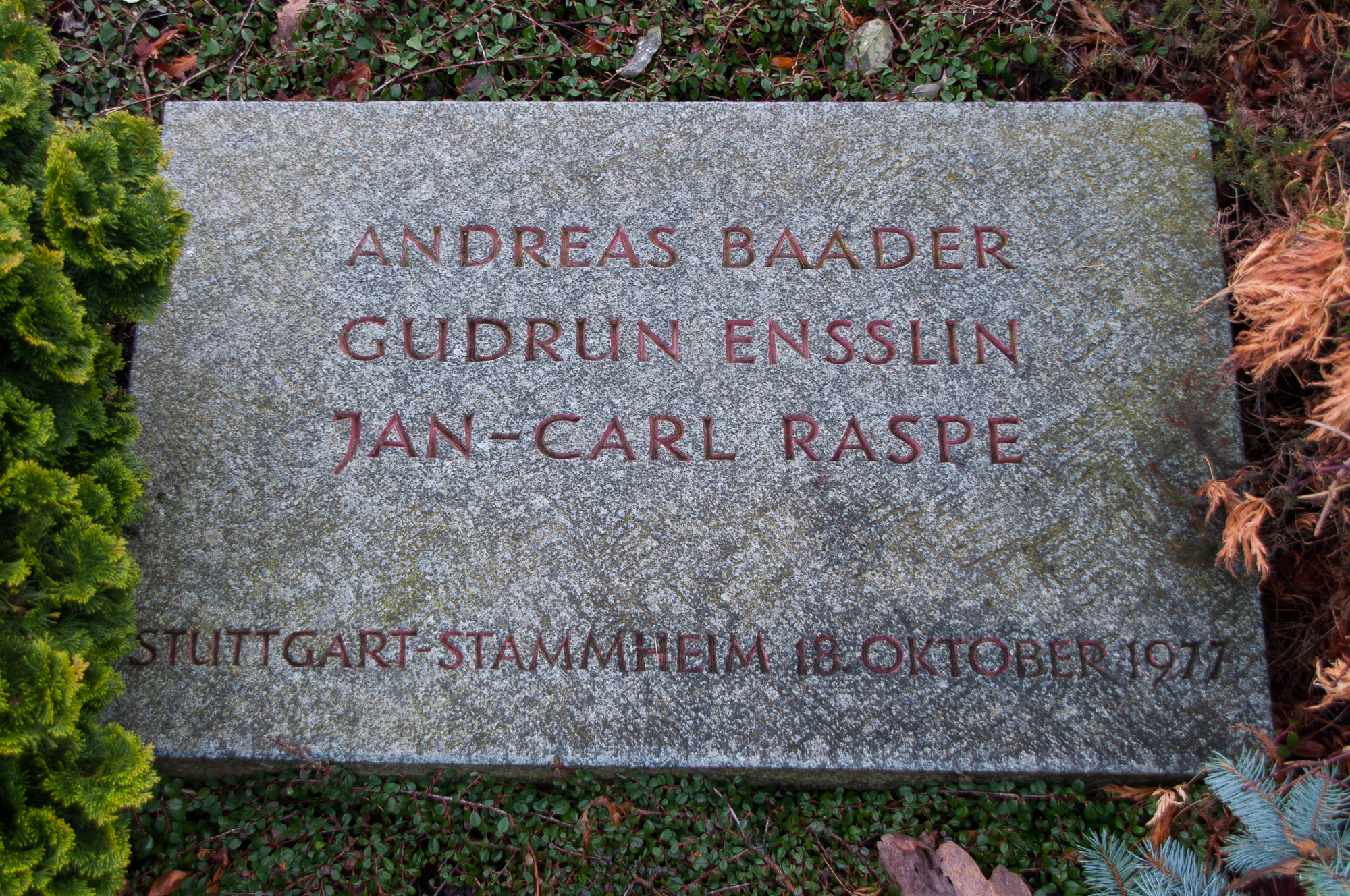
Placa del lloc on està enterrat Andreas Bernd Baader

Andreas Bernd Baader o «Hans» (Múnic, 6 de maig de 1943 – Stuttgart, 18 d'octubre de 1977) fou el primer líder de l'organització marxista-leninista alemanya Fracció de l'Exèrcit Roig (RAF), també coneguda com a «Banda Baader-Meinhof».

## Biografia
Era fill de l'historiador i arxivista Berndt Philipp Baader, el qual fou reclutat el 1942 per l'exèrcit nazi, enviat primer al front francès i, posteriorment, al front soviètic, on va desaparèixer el 1945. Andreas va deixar l'escola després de ser expulsat de diversos centres per indisciplina i va intentar estudiar dibuix i ceràmica a la vegada que treballava a la construcció, de periodista o model de fotografia. Va ser un dels pocs membres del moviment armat que no va anar a la universitat. Amb 19 anys, visqué els avalots de Schwabinger (Múnic) de 1962, quan la policia va arrestar a cinc joves per tocar la guitarra i cantar en una plaça, donant lloc a cinc dies seguits d'enfrontaments amb la policia. En aquella època coneixeria la pintora Ellinor Michel, que el va descriure com una persona «creativa i explosiva», i amb qui tindria la seva única filla, Suse.
Més endavant, el 1967, entrà en contacte amb sectors radicals del moviment estudiantil i conegué Gudrun Ensslin, que seria la seua companya, iniciant una trajectòria militant que conduiria a la posterior creació de la RAF. El 1968, Baader i Ensslin van ser detinguts i jutjats per l'incendi d'uns grans magatzems a Frankfurt del Main. Després de ser condemnat el novembre de 1969, Baader es va escapar però fou capturat l'abril de 1970. Unes poques setmanes més tard, el maig de 1970, se li va permetre estudiar a la biblioteca d'un Institut d'Investigació fora de la presó, sense ser emmanillat ni cap altra mesura de seguretat. A la periodista Ulrike Meinhof i a dues dones més se'ls va permetre unir-se a aquesta activitat; al moment del trasllat, van permetre l'entrada d'un home emmascarat que va disparar contra el bibliotecari, de 64 anys, i el va ferir greument al fetge. Baader, les tres dones i l'encaputxat saltaren per la finestra. Aquest succés els va donar el popular nom de la «Banda Baader-Meinhof».
Baader i els altres van passar un temps rebent ensinistrament militar en un camp d'entrenament militar de Fatah a Jordània, abans de ser-ne expulsats per diverses raons, principalment per indisciplina. De tornada a Alemanya, Baader i els seus acompanyants van expropiar bancs i van fer explotar diversos locals públics entre 1970 i 1972. L'1 de juny de 1972, va ser detingut amb Jan-Carl Raspe i Holger Meins, també membres de la RAF, després d'un perllongat tiroteig a Frankfurt. Durant una vaga de fam col·lectiva el 1974, en la qual Holger Meins va morir d'inanició, el filòsof Jean-Paul Sartre va visitar Baader a Stammheim. Sartre va descriure Baader posteriorment com un «estúpid increïble» i un «ximple».
Entre 1975 i 1977, va tenir lloc un extens i costós judici en un edifici blindat a la presó de Stammheim, a Stuttgart. Segons els informes dels seus carcellers (per exemple, Horst Bubeck) a Stammheim, els acusats, especialment Baader, van mantenir les cel·les brutes i desordenades per tal de despistar els policies sobre qualsevol article que els advocats poguessin haver-los fet arribar, ja que no estaven separats per mampares de vidre i van poder mantenir reunions no controlades (els acusats arribaren a passar fotografies preses clandestinament a la presó).
Ulrike Meinhof fou trobada morta a la seva cel·la de Stammheim el 9 de maig de 1976, penjada d'un dels barrots. Els membres de la RAF i altres persones van afirmar immediatament que havia estat assassinada per les autoritats alemanyes. Posteriorment, l'anomenada «segona generació de la RAF», va realitzar segrests i intents d'assassinat per ajudar a alliberar els seus camarades, fet que va generar el judici ràpid dels líders a la presó que van ser condemnats l'abril de 1977 a cadena perpètua per diversos assassinats, atemptats, robatoris a bancs i haver format part d'una organització armada.
Amb el segrest de Hans Martin Schleyer el 5 de setembre de 1977 i l'assalt al vol 181 de Lufthansa a mitjan octubre, els revolucionaris van intentar forçar l'alliberament de Baader i uns altres deu presoners. Després d'un període de diverses setmanes, que es va acabar anomenant «Deutscher Herbst» («la tardor alemanya»), els passatgers del Boeing 737 anomenat Landshut van ser rescatats pels comandos alemanys GSG9 de les Forces Especials a primeres hores del 18 d'octubre de 1977.
El matí d'aquell mateix dia, van trobar Andreas Baader i Jan-Carl Raspe morts a les respectives cel·les per ferides de bala, cada un amb una pistola petita, mentre que Gudrun Ensslin va aparèixer penjada del sostre. La membre de la RAF Irmgard Möller va ser trobada amb greus ferides d'arma blanca al pit, però va sobreviure. Baader tenia 34 anys.
Totes les investigacions oficials van concloure que Baader i dos companys van cometre un suïcidi col·lectiu, mentre Möller encara insisteix que les morts i les ferides van ser una execució extrajudicial per part del govern alemany. L'any 2002, el director Christopher Roth va realitzar una pel·lícula sobre el líder titulada Baader.